# Álvaro Duarte da Silva Sanches
Dr. Álvaro Duarte da Silva Sanches CvA • OA • ComA • OB (6 de Abril de 1895 - depois de 1972) foi um militar, político e filantropo português.

## Família
Filho de Manuel Joaquim Duarte e de sua mulher Maria dos Prazeres da Silva Sanches, sobrinha-bisneta do 1.º Visconde de Silva Sanches.

## Biografia
Licenciou-se em Farmácia pela Faculdade de Farmácia da Universidade de Coimbra.
Coronel do Exército da Arma de Infantaria, a 5 de Outubro de 1936 foi feito Cavaleiro da Ordem Militar de Avis, tendo sido elevado a Oficial da mesma Ordem a 20 de Abril de 1943 e a Comendador a 26 de Fevereiro de 1947.
Presidente da Câmara Municipal de Arganil de 1956 a 1966. Durante o seu mandato foram inauguradas a Estrada Florestal do Sobral Gordo em 1960 e a Escola Primária da Benfeita a 24 de Abril de 1960.
Escreveu "Breves Apontamentos de uma Viagem a Angola", Edição do Autor, 1972.
Tem uma Rua com o seu nome na Portelinha, em Arganil, Arganil.
A 4 de Novembro de 1967 foi feito Oficial da Ordem de Benemerência.

## Casamento e descendência
Casou com Arminda das Neves Alves Caetano, Professora, Comendadora da Ordem de Benemerência a 19 de Outubro de 1971, irmã do Prof. Marcelo Caetano. Foi seu filho primogénito o Eng.º Rui Alves da Silva Sanches.